# Lamberts W-funktion

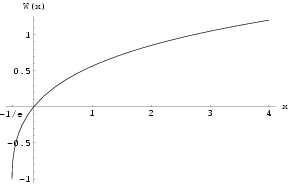
Graf av W_{0}(x) för -1/e ≤ x ≤ 4

Lamberts W-funktion är en matematisk funktion som används för att lösa ekvationer innehållande logaritmer eller exponentialfunktioner som inte kan elimineras algebraiskt. Den betecknas W och definieras som inversen till funktionen
{\displaystyle f(w)=we^{w}}
där w är ett komplext tal och ew betecknar exponentialfunktionen. Lamberts W-funktion är uppkallad efter den schweizisk-preussiske matematikern och fysikern Johann Heinrich Lambert.

## Flervärdhet
Funktionen 
{\displaystyle f(w)=we^{w}\,}
är inte injektiv på (−∞, 0) och W är därför en flervärd funktion på [−1/e, 0). För reella argument x ≥ −1/e kan man med kravet w ≥ −1 definiera en entydig funktion W0. Denna funktion uppfyller W0(0) = 0 och W0(−1/e) = −1.

## Metod för ekvationslösning
Lamberts W-funktion uppfyller
{\displaystyle z=W(z)e^{W(z)}\,}
och kan därför tillämpas genom att man skriver om ekvationer på formen {\displaystyle c=xe^{x}} där c är konstant, varefter lösningen ges av {\displaystyle x=W(c)}. Exempelvis kan ekvationen 2t = 5t lösas genom omskrivningen
{\displaystyle 2^{t}=5t\Rightarrow }
{\displaystyle 1=5te^{-t\log 2}\Rightarrow }
{\displaystyle {\frac {-\log 2}{5}}=(-t\log 2)\,e^{(-t\log 2)}\Rightarrow }
{\displaystyle -t\log 2=W\left({\frac {-\log 2}{5}}\right)\Rightarrow }
{\displaystyle t={\frac {-W\left({\frac {-\log 2}{5}}\right)}{\log 2}}.}

## Specifika ekvationer och värden
De ekvivalenta ekvationerna {\displaystyle x=\log x} och {\displaystyle x=e^{x}} har lösningen
{\displaystyle x=-W(-1)\approx 0\mathrm {,} 31813-1\mathrm {,} 33724i.}
Ekvationen {\displaystyle x^{x}=z} löses av
{\displaystyle x={\frac {\log z}{W(\log z)}}=\exp \left(W(\log z)\right),}
och det oändliga tornet av potenser
{\displaystyle c=z^{z^{z^{\cdots }}}\!}
antar vid konvergens värdet
{\displaystyle c={\frac {W(-\log z)}{-\log z}}.}
Några specifika värden är
{\displaystyle W\left(-\pi /2\right)=i\pi /2}
{\displaystyle W\left(-{\frac {\ln a}{a}}\right)=-\ln a\quad \left({\frac {1}{e}}\leq a\leq e\right)}
{\displaystyle W\left(-1/e\right)=-1}
{\displaystyle W\left(-\log 2/2\right)=-\log 2}
{\displaystyle W(0)=0\,}
{\displaystyle W(e)=1\,}
{\displaystyle W(1)=\Omega \,} (omegakonstanten)
{\displaystyle W\left(-1\right)\approx -0.31813-1.33723{\rm {i}}\,}
{\displaystyle W'\left(0\right)=1\,}.

## Taylorserie
Maclaurinserien till Lamberts W-funktion kan beräknas utifrån den implicita ekvationen
{\displaystyle z=W(z)e^{W(z)}\,}
genom Lagranges inverteringssats. Resultatet är
{\displaystyle W_{0}(x)=\sum _{n=1}^{\infty }{\frac {(-n)^{n-1}}{n!}}\ x^{n}=x-x^{2}+{\frac {3}{2}}x^{3}-{\frac {8}{3}}x^{4}+{\frac {125}{24}}x^{5}-\cdots }
som enligt kvottestet har konvergensradien 1/e. 
Mer allmänt, för {\displaystyle r\in \mathbb {Z} ,} är
{\displaystyle W_{0}(x)^{r}=\sum _{n=r}^{\infty }{\frac {-r(-n)^{n-r-1}}{(n-r)!}}\ x^{n}.}

## Derivata och primitiv funktion
Derivatan ges av
{\displaystyle {\frac {d}{dx}}W(x)={\frac {W(x)}{x(1+W(x))}}}.
Många uttryck innehållande Lamberts W-funktion kan integreras genom variabelsubstitutionen w = W(x), det vill säga x = w ew. Speciellt gäller
{\displaystyle \int W(x)\,dx=x\left(W(x)-1+{\frac {1}{W(x)}}\right)+C.}

## Differentialekvation
Lamberts W-funktion uppfyller differentialekvationen
{\displaystyle z(1+W){\frac {dW}{dz}}=W\quad z\neq -1/e.}

## Övriga formler
{\displaystyle \int _{0}^{\pi }W{\bigl (}2\cot ^{2}(x){\bigr )}\sec ^{2}(x)\;\mathrm {d} x=4{\sqrt {\pi }}}
{\displaystyle \int _{0}^{\infty }W\left({\frac {1}{x^{2}}}\right)\;\mathrm {d} x={\sqrt {2\pi }}}
{\displaystyle \int _{0}^{\infty }{\frac {W(x)}{x{\sqrt {x}}}}\mathrm {d} x=2{\sqrt {2\pi }}}

## Tillväxt
En approximation av {\displaystyle W_{0}(x)} för stora {\displaystyle x} är
{\displaystyle W_{0}(x)=\ln x-\ln \ln x+{\frac {\ln \ln x}{\ln x}}+O\left(\left({\frac {\ln \ln x}{\ln x}}\right)^{2}\right).}